# Dirk Boutslaan
De Dirk Boutslaan is een straat in de Belgische stad Leuven. De straat loopt van het Mathieu de Layensplein tot de Lei en kruist de Franz Tielemanslaan, de Wandelingstraat en loopt vanaf de Lei in de Brouwersstraat over.

## Beschrijving
De Dirk Boutslaan werd voorheen Koning Albertstraat genoemd. Ze werd aangelegd dwars door de Slachthuiswijk, die zich uitstrekte tussen de Sint-Pieterskerk, de Brusselsestraat, de Lei, de Craenendonck en de Mechelsestraat. De Slachthuiswijk werd omwille van hygiënische en esthetische redenen begin 20ste eeuw systematisch onteigend en gesaneerd. De nieuwe Koning Albertstraat zou als perspectiefas en met vrij zicht op het westportaal van de Sint-Pieteskerk een belangrijke rol spelen in het nieuwe stadskwartier. De Eerste Wereldoorlog versnelde de sanering van de Slachthuiswijk en in de jaren 1920-1930 werd de straat aangelegd en bebouwd met burgerhuizen en herenhuizen in wederopbouwstijl met, in tegenstelling tot veel andere straten in Leuven, sterk eigentijdse accenten zoals art deco-ornamenten en modernistische schema's en vormen.

## Gebouwen en monumenten
- SLAC - Stad Leuven Academie en Conservatorium (nrs. 60-62)
- Cultuurcentrum 30CC/Minnepoort (nr. 62)
- Nationaal Monument van de Weerstand
- Borstbeeld van koning Albert I, ontworpen door Louis Jotthier in opdracht van het Verbond der Oudstrijdersverenigingen en in 1952 in de voortuin van het Conservatorium geplaatst
- Standbeeld Fiere Margriet

## Afbeeldingen

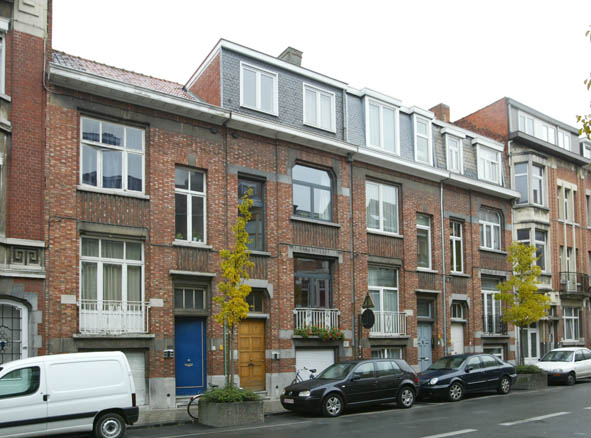
Dirk Boutslaan 20-26
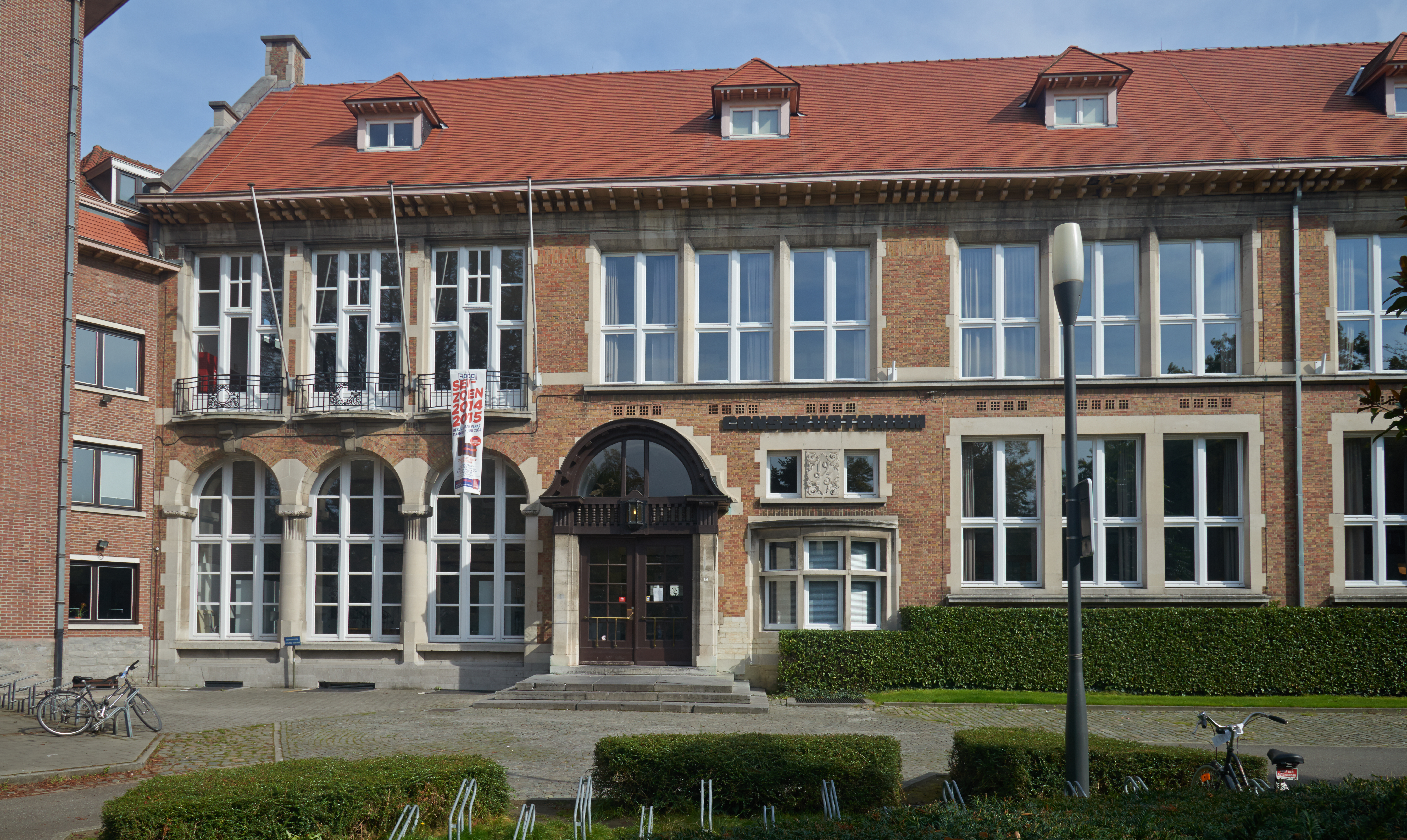
Stedelijk Conservatorium
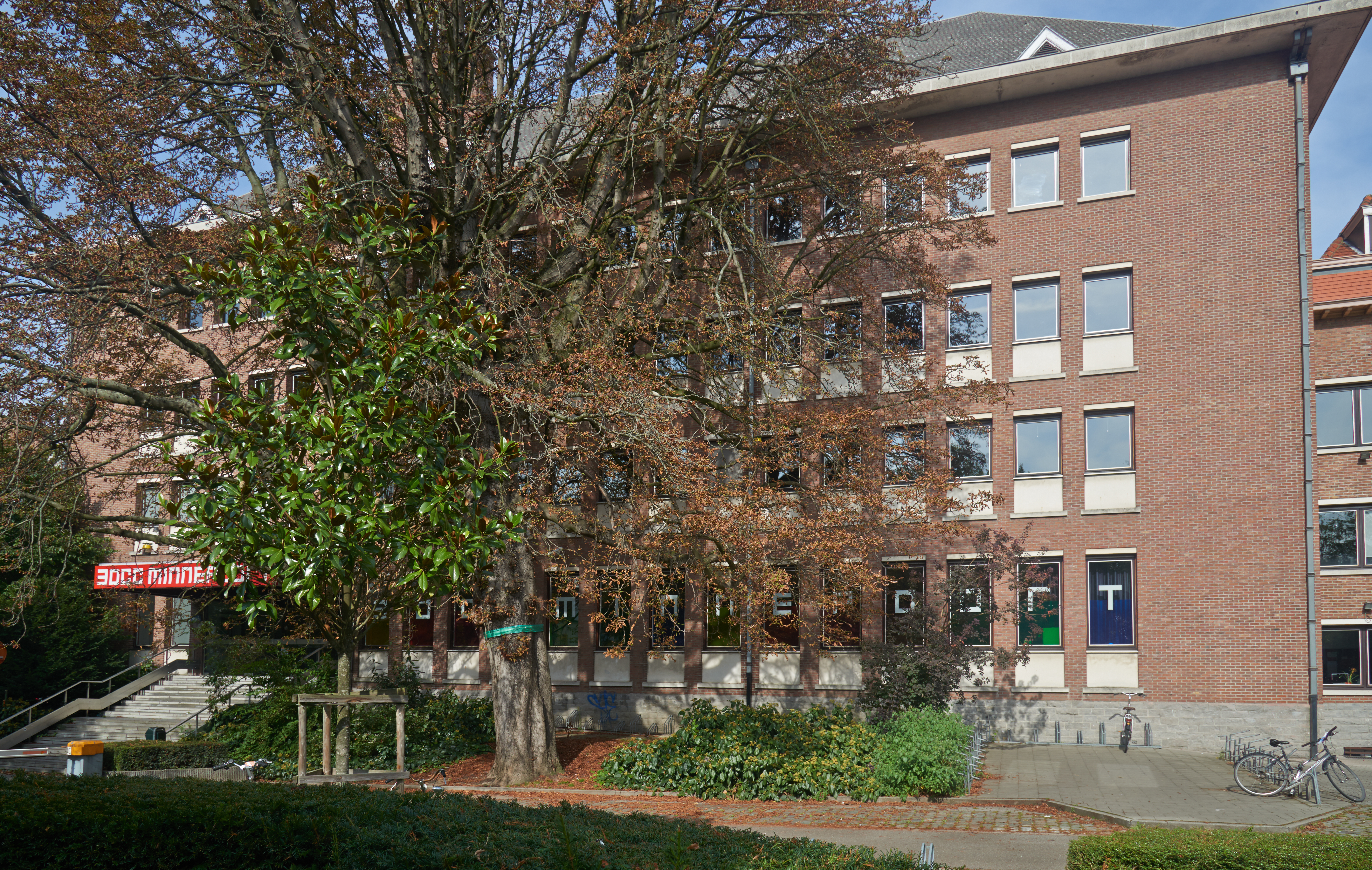
30CC/Minnepoort
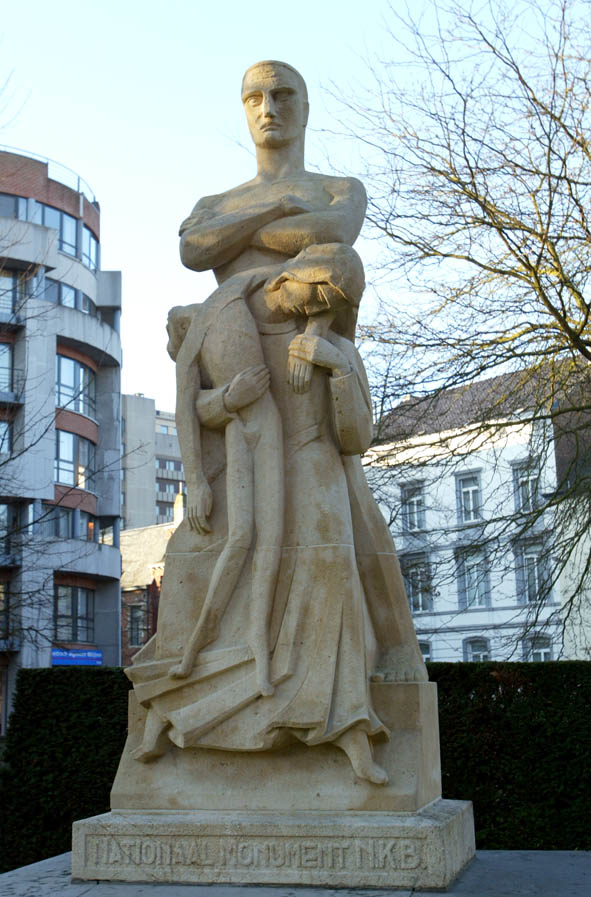
Nationaal Monument van de Weerstand
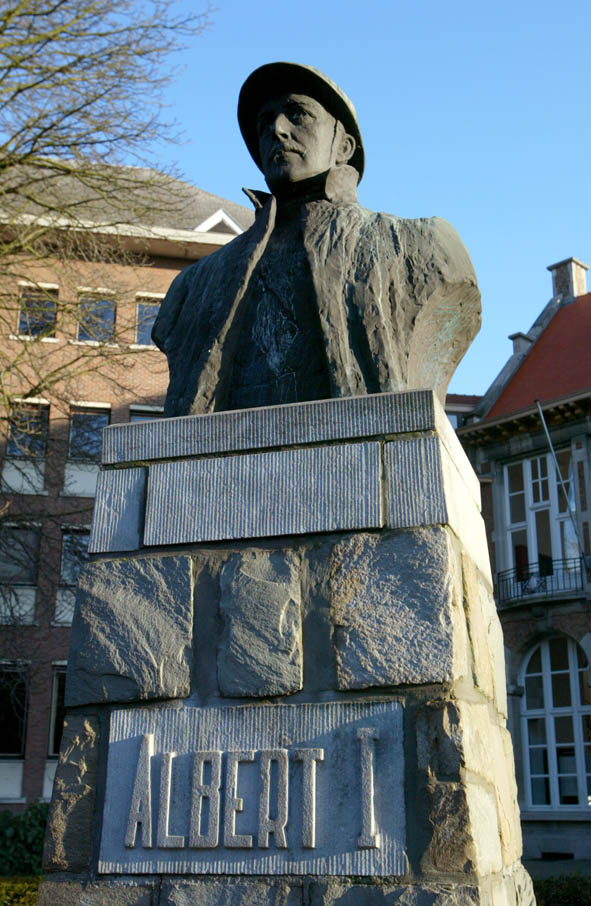
Borstbeeld van koning Albert I
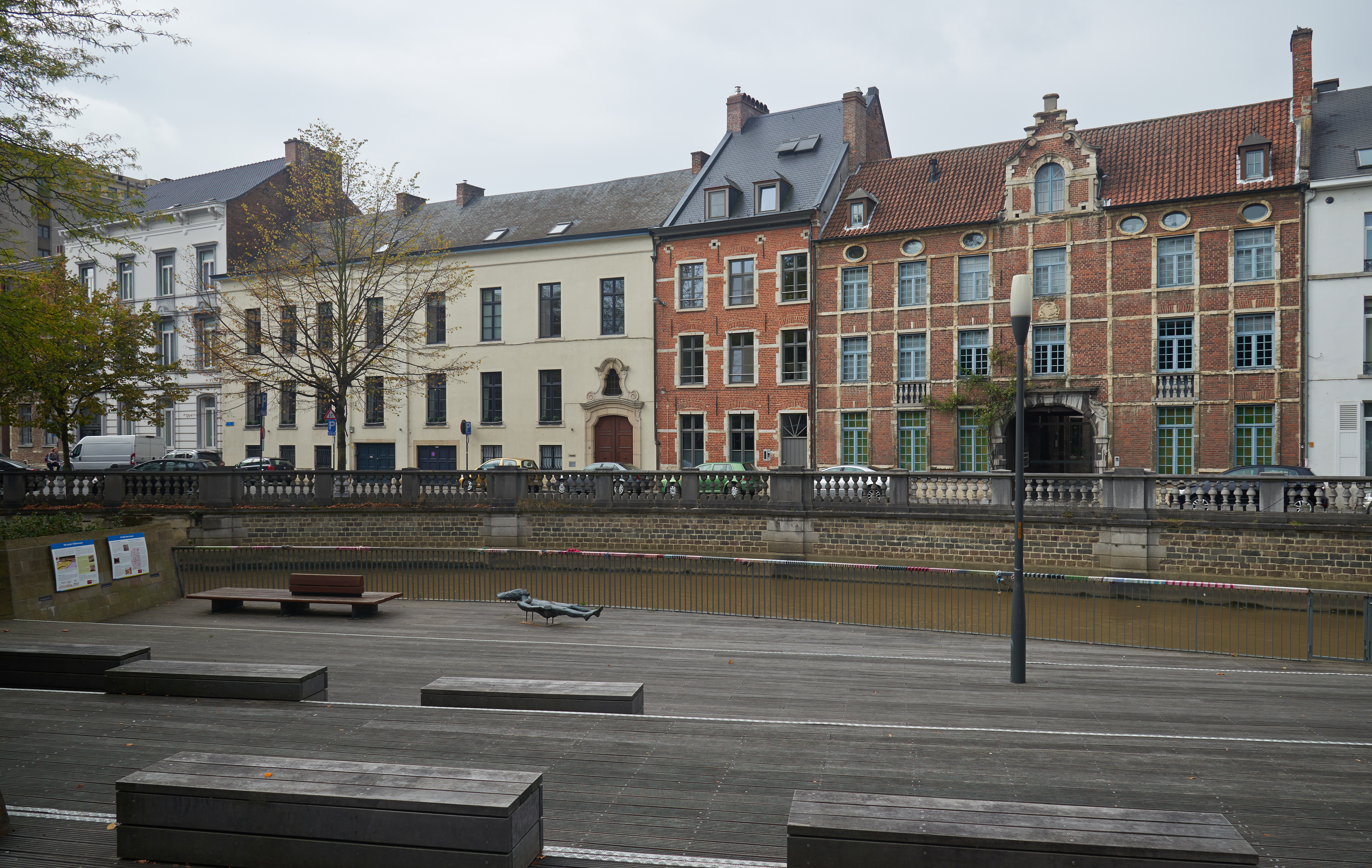
Dijleterrassen
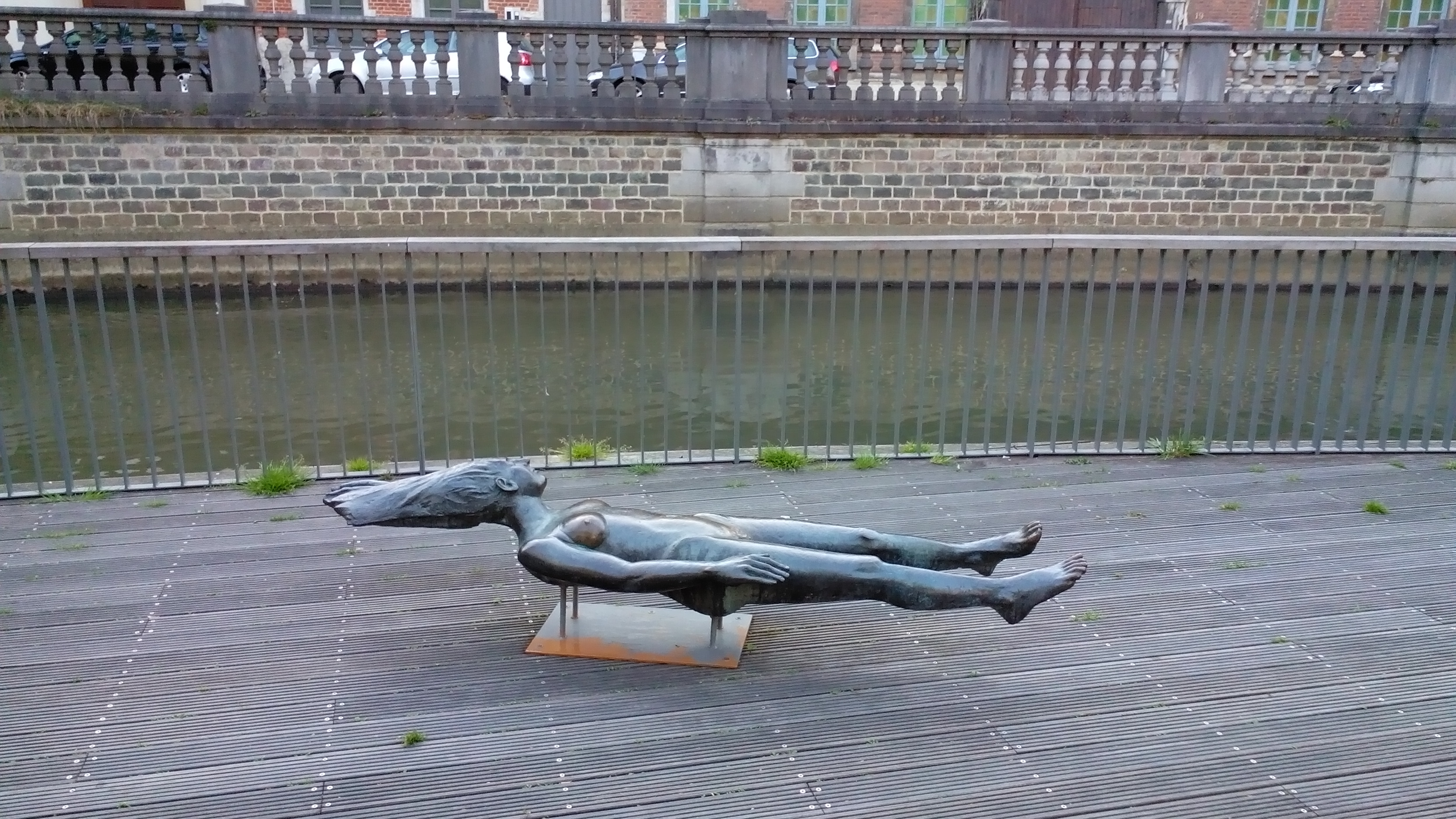
Fiere Margriet aan de Dijleterrassen